# Oonops sicorius
Oonops sicorius är en spindelart som beskrevs av Arthur M. Chickering 1970. Oonops sicorius ingår i släktet Oonops och familjen dansspindlar.
Artens utbredningsområde är Curaçao. Inga underarter finns listade i Catalogue of Life.